# Concert per a violí núm. 3 (Mozart)
El Concert per a violí núm. 3 en sol major «Straßburg», K. 216, és una composició de Wolfgang Amadeus Mozart escrita a Salzburg el 1775, quan Mozart tenia dinou anys. L'obra consta de tres moviments:
1. Allegro
2. Adagio
3. Rondeau

## Anàlisi musical

### Allegro
L'allegro, que és una forma de sonata, comença amb un tema en sol major tocat per l'orquestra. El tema principal, imponent, es presenta amb un diàleg brillant i alegre entre el violí i l'acompanyament. Ve seguit per una modulació a la tonalitat dominant (re major), i a la seva tonalitat paral·lela, re menor. Mozart modula i fa servir diferents tonalitats però, finalment, en la recapitulació per la via d'una cadència, retorna a la tònica, sol major, i conclou el moviment.

### Adagio
El segon moviment és en forma ternària (ABA) i està en la tonalitat dominant de re major. L'orquestra presenta el tema principal, una melodia bonica i força coneguda, que el violí imita però a una octava més amunt. Els instruments de vent interpreten una melodia en la major, que té un cert aire de dansa, melodia que el violí acaba interpretant i conclou en la major. A continuació, el violí torna a tocar el tema principal, en la mateixa tonalitat. Però quan sembla que sonarà un la natural, apareix un la sostingut i la melodia modula a si menor, en un passatge bastant tràgic. Aviat retorna a la major i d'aquí, a re major interpretant el tema principal. Després de la cadència, i en un detall bastant inusual en Mozart, el violí torna a tocar el tema principal i, ara sí, finalitza el moviment en re major.

### Rondeau
El tercer moviment és un rondó allegro, i s'inicia amb un tema de l'orquestra que dona al concert el seu sobrenom: «Strassburg» (Estrasburg). Després d'un breu i solitari passatge interpretat tan sols pels oboès, el violí solista entra amb una nova melodia que modula a re major. Després de la segona tornada, el violí toca la línia dels oboès de la introducció. A continuació, una escala cromàtica interpretada pel violí condueix al tema «Strassburg», i l'orquestra interpreta la segona repetició i canvia sobtadament a si menor –tonalitat relativa menor del to original–, i el violí fa sonar exactament el mateix tema en aquesta tonalitat. Quan el tema es repeteix, sobtadament canvia a mi menor. La petita cadència en mi menor porta al tema «Strassburg» en sol major, que interpreta el solista acompanyat per l'orquestra.
Després d'un parell de compassos en re major a càrrec de l'orquestra, s'arriba a l'Andante en sol menor, que s'estructura en la forma ternària Scherzo-Trio (ABA). La corda interpreta un animat tema en corxeres mentre el violí solista toca un motiu melòdic que es repeteix fins a arribar a l'Allegretto en sol major. En aquesta part, el violí primer toca un tema juganer en negres, després mostra les possibilitats tècniques amb un altre tema a base de tresets. Després passa a tocar un tema més cerimoniós, a la manera d'una museta. Ja en la part final del moviment, el violí toca el tema «Strassburg» en sol menor i l'orquestra l'imita però en la tonalitat de sol major. Després d'una variació aquesta vegada en la tonalitat de la tònica, el violí interpreta una petita cadència que condueix a l'última interpretació del tema «Strassburg». Tot i que el concert finalitza de forma pomposa, Mozart opta per acabar amb una nova exposició del tema dels oboès sols, en sol major, per buscar un efecte d'anar "desapareixent".